# Viburnum

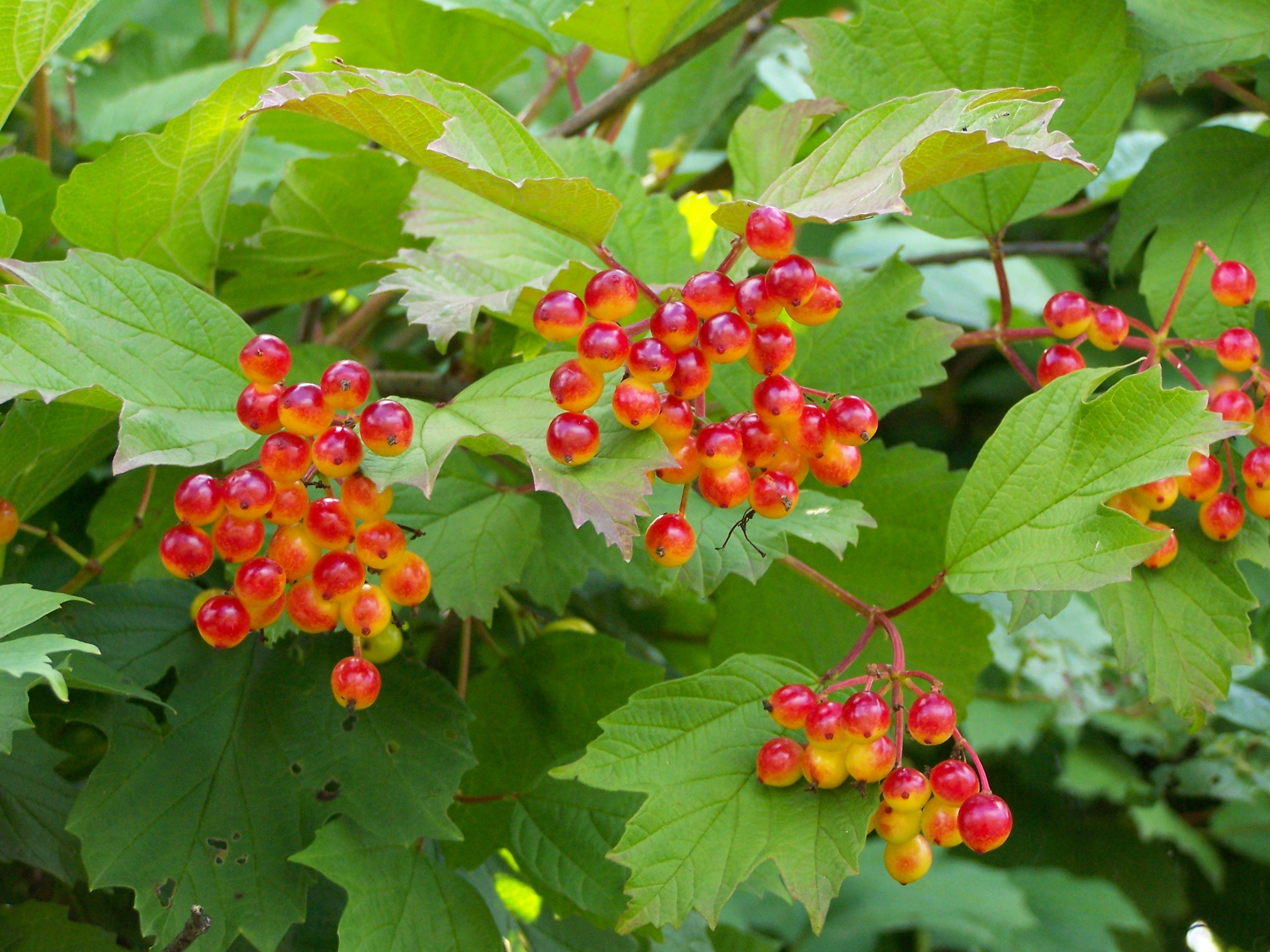
Viburnum opulus.

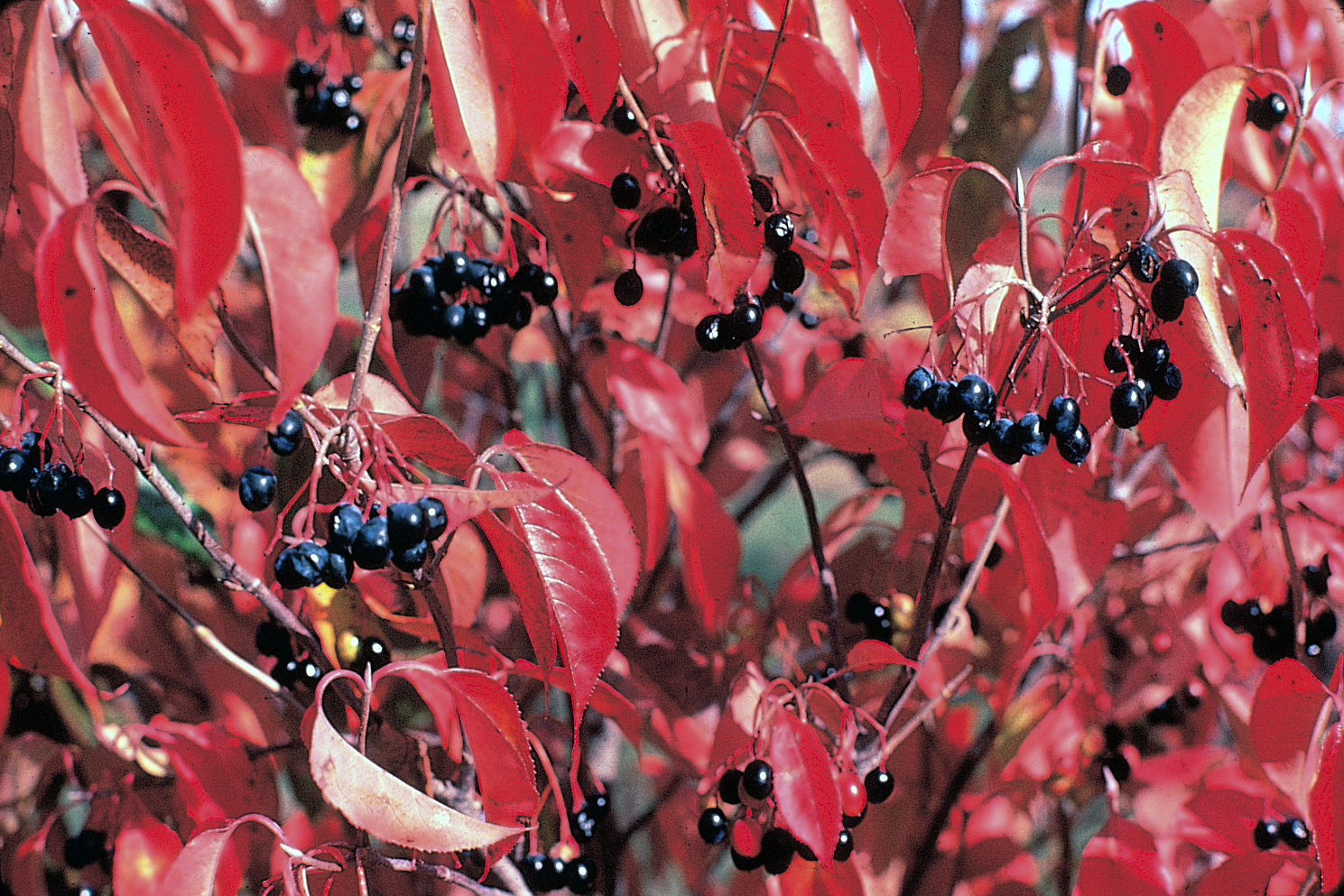
Viburnum lentago.

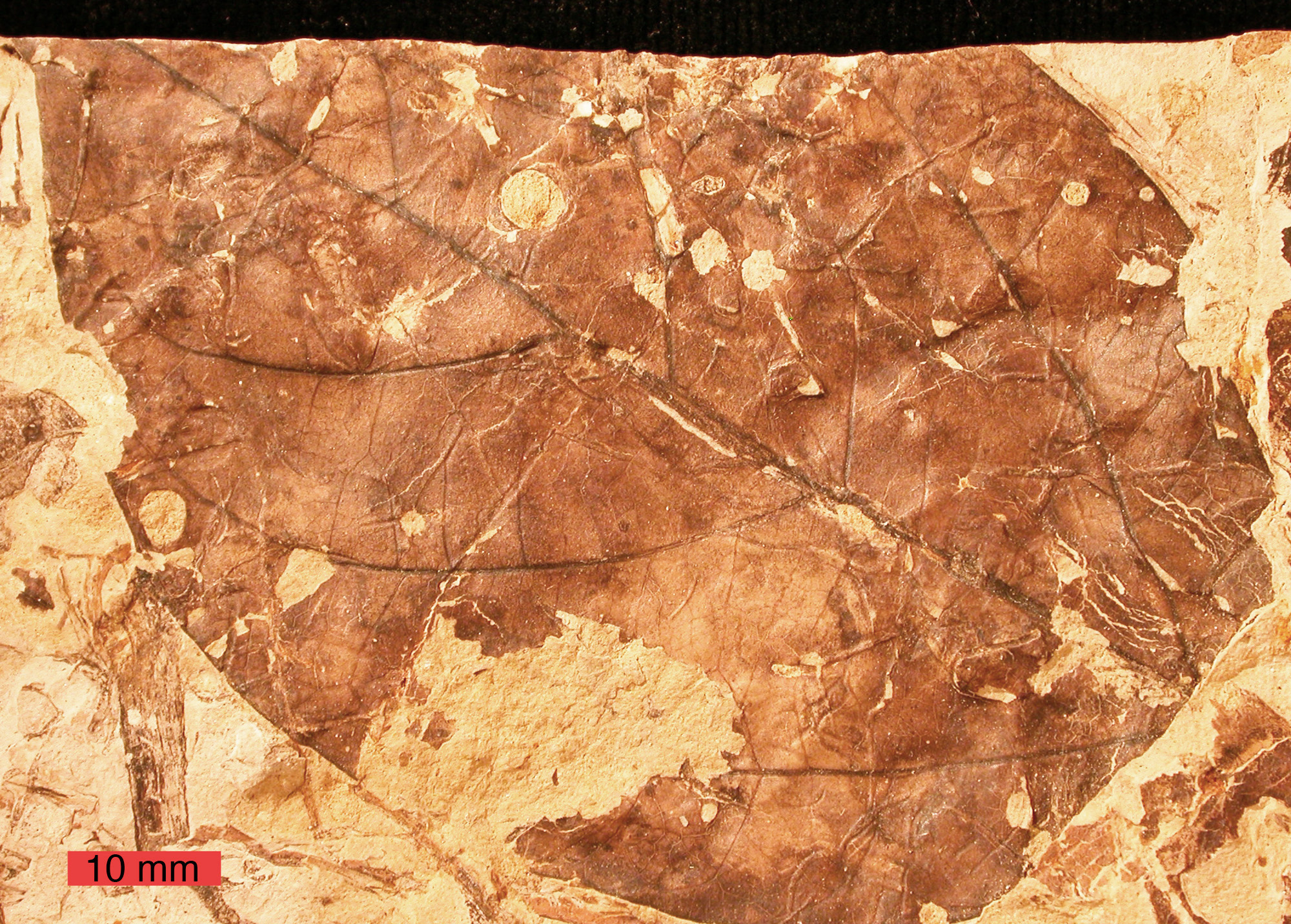
Viburnum lesquereuxii.

Viburnum es un género de fanerógamas con  150-175 especies de arbustos o (en pocas especies) pequeños árboles que estaban anteriormente incluidos en la familia  Caprifoliaceae. Los test genéticos efectuados por el sistema APG II muestran que están correctamente clasificados en la familia Adoxaceae.
Son nativos de las regiones templadas del Hemisferio Norte, con unas pocas especies distribuidas en las zonas montañosas tropicales de Sudamérica, sudeste de Asia. En África, el género está confinado en las montañas del Atlas.

## Descripción
Las hojas son opuestas, simples y enteras, dentadas o lobuladas, en las regiones frías son caducas, mientras que en las regiones templadas son perennes. 
Las flores se producen en corimbos de 5-15 cm de ancho, con flores blancas, cremas o rosas de 3-5 mm de diámetro con cinco pétalos. El fruto es una drupa esférica de color rojo o púrpura que contiene una sola semilla que son el alimento de los pájaros y otros animales silvestres.
Viburnum lentago y Viburnum prunifolium presentan frutos comestibles.

## Etimología
Viburnum: nombre genérico del nombre clásico latino de una especie de este género, Viburnum lantana, llamada el "árbol caminante".

## Especies seleccionadas
En el género se encuentran las siguientes especies:
- Viburnum acerifolium
- Viburnum atrocyaneum
- Viburnum betulifolium
- Viburnum bitchiuense
- Viburnum bracteatum
- Viburnum buddleifolium
- Viburnum burejaeticum
- Viburnum calvum
- Viburnum carlesii
- Viburnum cassinoides
- Viburnum cinnamonifolium
- Viburnum cordifolium
- Viburnum corylifolium
- Viburnum cotinifolium
- Viburnum cylindricum
- Viburnum dasyanthum
- Viburnum davidii
- Viburnum dentatum
- Viburnum dilatatum
- Viburnum edule
- Viburnum ellipticum
- Viburnum erosum
- Viburnum erubescens
- Viburnum euryphyllum
- Viburnum farreri
- Viburnum foetens
- Viburnum foetidum
- Viburnum furcatum
- Viburnum grandiflorum
- Viburnum harryanum
- Viburnum henryi
- Viburnum hirtum
- Viburnum hupehense
- Viburnum ichangense
- Viburnum japonicum
- Viburnum kansuense
- Viburnum lantana
- Viburnum lantanoides
- Viburnum lentago
- Viburnum lobophyllum
- Viburnum macrocephalum
- Viburnum molle
- Viburnum mongolicum
- Viburnum mullaha
- Viburnum nudum
- Viburnum odoratissimum
- Viburnum opulus
- Viburnum orientale
- Viburnum phlebotrichum
- Viburnum plicatum
- Viburnum propinquum
- Viburnum prunifolium  (images)
- Viburnum rafinesquianum
- Viburnum recognitum
- Viburnum rhytidophyllum
- Viburnum rigidum
- Viburnum rufidulum  (images)
- Viburnum sargentii
- Viburnum schensianum
- Viburnum sempervirens
- Viburnum setigerum
- Viburnum sieboldii
- Viburnum suspensum
- Viburnum sympodiale
- Viburnum ternatum
- Viburnum tinus
- Viburnum trilobum
- Viburnum triphyllum
- Viburnum urceolatum
- Viburnum utile
- Viburnum veitchii
- Viburnum venosum
- Viburnum wilsonii
- Viburnum wrightii